# Pavel (Bělokrylov)
Pavel (světským jménem: Valerij Ivanovič Bělokrylov; * 12. července 1962, Pěrvomajskij) je ruský duchovní Ruské pravoslavné církve a biskup sarapulský a možginský.

## Život
Narodil se 12. července 1962 ve vesnici Pěrvomajskij v Udmurtsku.
Roku 1978 dokončil Pěrvomajskou střední školu a poté nastoupil na Votkinskou strojní technickou školu.
V letech 1981–1984 studoval na Sverdlovském požárně technickém učilišti. Po promoci mu byla udělena hodnost poručíka vnitřní služby Ministerstva vnitra.
Roku 1984 byl poslán do speciální hasičské zbrojnice č. 80 na ochranu zvláště důležitých objektů ve Votkinském strojírenském závodě. Zde působil např. jako velitel.
Roku 1989 dokončil studium na Vyšší strojírenské požárně technické škole ministerstva vnitra.
Dne 29. října 1989 byl biskupem iževským a udmurtským Palladijem (Šimanovem) rukopoložen na diákona a 19. listopadu na jereje. Byl ustanoven do služby chrámu Vzkříšení Krista v Sarapulu.
V letech 1990–1995 studoval na Moskevském duchovním semináři.
Dne 5. listopadu 1990 byl jmenován představeným chrámu svaté Xénie Petrohradské v Sarapulu a 24. prosince 1992 chrámu Proměnění Páně ve Votkinsku. Byl blagočinným Votkinského okruhu.
Dálkově studoval na Iževské státní technické univerzitě.
Roku 1994 byl povýšen na protojereje.
V letech 2004–2007 byl představeným chrámu svatého Jana Předchůdce ve vesnici Sjursovaj.
Dne 11. dubna 2006 byl ustanoven představeným katedrálního chrámu Zvěstování přesvaté Bohorodice ve Votkinsku a předsedou farní rady. Následně působil v chrámu svatého Jiří Vítězného ve Votkinsku.
Dne 24. února 2016 byl osvobozen od funkce představeného se zachováním funkce předsedy farní rady.
Dne 8. července 2018 byl postřižen na monacha a přijal mnišské jméno Pavel na počest svatého apoštola Pavla. Stal se součástí mnišské komunity při Tichvinském chrámu ve vesnici Pazdery.
Roku 2019 dokončil magisterské studium na Kazaňském duchovním semináři a stejného roku prošel kurzy na Celocírkevním postgraduálním a doktorském studiu svatých Cyrila a Metoděje.
Dne 19. března 2020 se stal vedoucím oddělení pro interakci s ozbrojenými silami a donucovacími orgány iževské eparchie.
Dne 13. října 2022 jej Svatý synod zvolil biskupem sarapulským a možginským.
Dne 17. října 2022 byl povýšen na archimandritu.
Dne 5. listopadu 2022 byl oficiálně jmenován biskupem a o den později proběhla v chrámu svatého knížete Vladimíra ve městě Balašicha jeho biskupská chirotonie. Světiteli byli patriarcha moskevský Kirill, metropolita krutický a kolomenský Pavel (Ponomarjov), metropolita voskresenský Dionisij (Porubaj), metropolita iževský a udmurtský Viktorin (Kostěnkov), biskup balašichinský a orechovo-zujevský Nikolaj (Pogrebňak), biskup glazovský a igrinský Viktor (Sergejev) a pereslavský a ugličský Feoktist (Igumnov).